# Савченко, Виктор Васильевич
Виктор Васильевич Савченко (укр. Віктор Васильович Савченко; 22 марта 1938, Вознесенск, Николаевская область УССР — 31 августа 2016, Днепропетровск, Украина) — советский и украинский писатель-фантаст, эссеист и драматург, лауреат национальных литературных премий. Член Союза писателей СССР (1984), член Совета и Президиума Национального союза писателей Украины.

## Биография
Виктор Савченко родился в Вознесенске Николаевской области в 1938 году. Рано потеряв мать, он работал уже в 16 лет, одновременно оканчивая вечернюю школу. В 1958 году поступил на химико-технологический факультет Днепропетровского металлургического института (ДМетИ), который окончил в 1963 году. После двухлетней работы в Макеевском научно-исследовательском институте по безопасности работ в горной промышленности и аспирантуры в ДМетИ продолжал работу в родном вузе ассистентом на кафедре химии (до 1970 года). С 1970 по 1988 год (с перерывами) работал инженером и старшим научным сотрудником в Днепропетровском отделении института минеральных ресурсов министерства геологии УССР.
Уже в аспирантуре Савченко познакомился с поэтом и инженером Михаилом Чханом, привившим ему интерес к истории Украины и развившим в нём украинский патриотизм. Он начал посещать литературное объединение имени П. Кононенко при местном отделении Союза писателей и со временем стал в нём заместителем председателя. Одновременно он участвовал в правозащитной деятельности, распространяя самиздат и крамольный роман Олеся Гончара «Собор». Когда его деятельностью заинтересовались органы, ему пришлось дать подписку о невыезде, а в 1970 году он оказался под судом, получив пять лет лишения свободы условно. Внимание органов привело к тому, что его литературное дарование раскрылось позже, чем могло бы: уже в 1969 году его книга стояла в планах издательства «Проминь», но первая публикация состоялась лишь в 1972 году, когда в журнале «Донбасс» появилась его повесть «Я ещё вернусь» о молодых учёных. Эта публикация произведения автора, у которого ещё не истёк срок условного заключения, привела к увольнению тогдашних редакторов журнала. Тем не менее, журнальные публикации продолжались: в 1973 году в киевском журнале «Знання та праця» появился фантастический рассказ Савченко «Звоните после обеда», за которым последовали произведения в более чем десятке украинских и зарубежных журналов.
В 1980 году Савченко защитил диссертацию на соискание учёной степени кандидата химических наук по теме «Взаимодействие германия с гидроксидами алюминия, железа и магния в связи с его накоплением в бокситах». В 1982 году вышел его первый авторский сборник «Тревожный крик попугая», куда, кроме повести «Я ещё вернусь», вошли несколько рассказов. В 1984 году вышли сразу два сборника Савченко, состоящие из произведений, написанных в диссидентские годы, — «Консульская башня» и «Ночёвка в карбоне», и в этом же году он был принят в Союз писателей СССР и УССР. В 80-е годы вышли два первых романа Савченко (первый из которых, «Монолог над бездной», был включён в формате повести в сборник «Консульская башня», а второй, «Только миг», вышедший стотысячным тиражом в 1988 году, стал одним из лауреатов Всеукраинского конкурса читательских симпатий).
В 90-е годы к жанру фантастики в творчестве Савченко добавились эссеистика и драматургия. Его пьеса о Дмитрии Яворницком «Рождённый под знаком Скорпиона» удостоилась премии имени этого писателя и была поставлена Днепропетровским драматическим театром им. Т. Г. Шевченко. В его редакции вышла в 1999 году «Антология поэзии Приднепровья», в том же году было опубликовано эссе о поэтах Днепропетровщины «Бог не по силам креста не даёт». В 2005 году также в редакции Савченко вышла «Антология прозы Приднепровья» и тогда же было опубликовано эссе «Путь в три поколения». В фантастических произведениях автора начинают проявляться мистические, эзотерические мотивы — они отличают, в частности, вышедший в первом десятилетии XXI века роман Савченко «Золото и кровь Синопа». В 2000-е годы вышли его книги, посвящённые такой оккультной теме, как зверь Апокалипсиса. В 2011 году Савченко защитил диссертацию на звание доктора философских наук.
С 1994 по 2002 год Савченко возглавлял Днепропетровскую организацию Национального союза писателей Украины (НСПУ). Он дважды избирался на писательских съездах членом Совета и президиума НСПУ. За свою деятельность он был награждён медалью НСПУ и орденом святого князя Владимира ІІІ степени УПЦ. Умер 31 августа 2016 года.

## Произведения
Романы
- Монолог над бездной (1984)
- Только миг (1988)
- Под знаком сверчка (1994)
- С того света — инкогнито (журнал «Сучасність», 1997; отдельное издание — 2003)
- Золото и кровь Синопа (журнальная публикация, 2005—2006; отдельное издание — 2007)
- Дети Мардука (2014)

Повести
- Я ещё вернусь (журнал «Донбасс», 1972; сборник «Тревожный крик попугая», 1982)
- Консульская башня (1984)
- Ночёвка в карбоне (1984)
- Тот, который вернулся (1991)

Драма
- Рождённый под знаком Скорпиона (1997)

## Награды и премии
- 1989 — диплом «Чумацький шлях» (3-е место на Всеукраинском конкурсе читательских симпатий на лучшую книгу фантастики 1988 года, за роман «Только миг»)
- 1995 — премия им. Д. И. Яворницкого за пьесу «Рождённый под знаком Скорпиона»
- 1998 — премия «Благовіст» за роман «С того света — инкогнито»
- 2008 — медаль Национального союза писателей Украины «За весомый вклад в возрождение духовности и личные достижения в литературном творчестве»
- 2009 — Орден святого равноапостольного князя Владимира ІІІ степени Украинской православной церкви за заслуги в возрождении духовности в Украине и утверждение Поместной Украинской Православной Церкви
- 2009 — Всеукраинская казацкая премия имени Ивана Мазепы за роман «Золото и кровь Синопа»